# 五堡镇 (哈密市)
五堡镇，是中华人民共和国新疆维吾尔自治区哈密市伊州区下辖的一个乡镇级行政单位。

## 行政区划
五堡镇下辖以下地区：
乌鲁克尧勒村、其格尔提麻克勒克村、库且提勒克村、阿克吐尔村、归得干村、博斯坦村、吐格曼博依村、五十里村、小泉子村和支边农场村。

## 中国传统村落
2012年，博斯坦村被评为首批“中国传统村落”。